# Maria de Bourbon, Duquesa da Calábria
Maria de Bourbon (1428 – Nancy, 7 de julho de 1448) foi uma nobre francesa. Ela foi duquesa titular da Calábria como esposa de João II da Lorena.

## Família
Maria foi a primeira filha e terceira criança nascida de Carlos I, Duque de Bourbon e de Inês da Borgonha.
Os seus avós paternos eram João I, Duque de Bourbon e Maria de Berry, Duquesa da Auvérnia. Os seus avós maternos eram João, Duque da Borgonha e Margarida da Baviera.
Ela teve dez irmãos, entre eles: João II, Duque de Bourbon, que foi casado três vezes; Filipe, Senhor de Beaujeu, noivo da princesa Maria do Chipre; Isabel, segunda esposa de Carlos, Duque da Borgonha; Carlos II, arcebispo de Lião; Luís, Bispo de Liège; Pedro II, Duque de Bourbon, marido da princesa Ana de França; Catarina, esposa do duque Adolfo de Gueldres; Joana, primeira esposa de João de Chalon, conde de Tonnerre; Jaime, conde de Montpensier, e Margarida, esposa de Filipe II, Duque de Saboia.

## Biografia

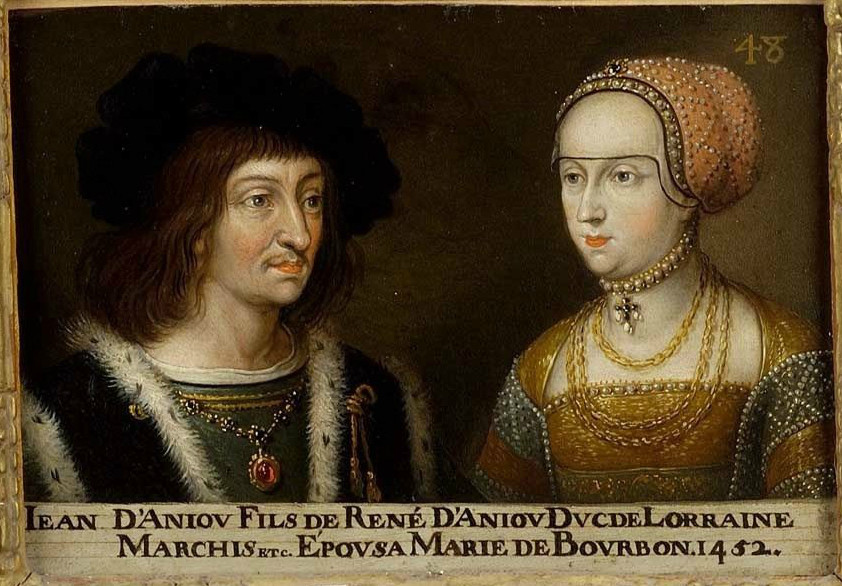
O duque e a duquesa da Calábria; esta pintura faz parte de uma série de cerca de sessenta retratos duplos representando os duques e duquesas de Lorena, bem como os seus supostos antepassados, presentes na Galleria degli Uffizi, na Florença.

Foram assinados dois contratos de casamento entre Maria e João, o então duque da Calábria: o primeiro em Lille, no dia 3 de fevereiro de 1437, e o segundo, no dia 2 de abril do mesmo ano, desta vez na cidade de Angers. João era filho do rei Renato I de Nápoles e de sua primeira esposa, Isabel da Lorena. Eles se casaram, por fim, no ano de 1444, em Châlons-sur-Marne, quando Maria tinha por volta de 16 anos, e João tinha por volta de 20.
Juntos, o casal teve cinco filhos, mas apenas um chegou à idade adulta.
Além de duquesa da Calábria, Maria também foi marquesa de Pont-à-Mousson. Não chegou a se tornar duquesa da Lorena, contudo, pois morreu antes da ascensão do marido ao título.
A duquesa faleceu em 7 de julho de 1448, quanto tinha apenas 19 ou 20 anos de idade, no parto, e foi enterrada na Igreja dos Cordeliers.

## Descendência
- Isabel de Anjou (1445 – 1445);
- Renato de Anjou (1446 – 1446);
- João de Anjou (m. dezembro de 1470);
- Maria de Anjou (1447 – 1447);
- Nicolau I da Lorena (1 ou 7 de julho de 1448 – 27 de julho de 1473), sucessor do pai. Sua primeira noiva foi a princesa Ana de França, viscondessa de Thouars, porém, o contrato foi rompido. Em seguida, ficou noivo de Maria, futura duquesa da Borgonha, porém, esse noivado também foi rompido. Ele acabou não se casando, e faleceu jovem. Teve apenas uma filha ilegítima com uma amante desconhecida: Margarida, conhecida como a bastarda da Calábria, que foi casada com João IV de Chabannes, conde de Dammartin, com quem teve uma filha, Ana.